# Antipater (general)
 For alternative betydninger, se Antipater. (Se også artikler, som begynder med Antipater)
Antipater (latin) eller Antipatros (oldgræsk: Ἀντίπατρος) (397 til 319 f.Kr.) var en makedonsk general, som støttede Filip 2. af Makedonien og Alexander den Store.
Hans første optræden i historien skete under Filips rejse til Athen, hvor der blev skabt fred, som varede fra 347 til 346 f.Kr. Han hjalp Alexander i dennes stræben efter tronen ved Filips død. Under Alexanders togt i Østen var Antipater guvernør over Makedonien og "Europas general", en stilling han besad fra 334 til 323 f.Kr.
Det var en krævende opgave for Antipater, da stammer i Thrakien gjorde oprør i 332 f.Kr. Dernæst fulgte et oprør af Agis III af Sparta, som Antipater besejrede nær Megalopolis i 331 f.Kr. Antipater var ikke afholdt, da han støttede oligarki og tyranner i Grækenland, men arbejdede sammen med Filip for den græske samling.
Efter Alexanders død i 323 f.Kr. var der udbrudt et oprør i Athen, Ætolien og Thessalien, som var begyndelsen på den lamiske krig. Antipater besejrede oprørerne i slaget om Crannon, og det betød enden på oprøret. Antipater oprettede et oligarki i Athen og krævede overgivelse af Demosthenes, der begik selvmord i stedet.
I 321 f.Kr. blev Perdiccas besejret af en gruppe generaler, hvori Antipater var med. Efter Perdiccas død blev Antipater ved en konference i Triparadicus i Syrien, valgt som regent. Han døde i 319, og hans død resulterede i opløsningen af Alexanders kæmperige.
1. ↑  Navnet er anført på engelsk og stammer fra Wikidata hvor navnet endnu ikke findes på dansk.